# Aztec Camera
Aztec Camera was een Schotse new waveband uit East Kilbride die in 1980 werd opgericht door zanger en gitarist Roddy Frame. Frame sloot zich aan bij Postcard Records en bracht daar in 1981 de eerste twee singles uit (Just Like Gold & Mattress Of Wire). Hun eerste album kwam in 1983 uit bij Rough Trade Records.  Daarna sloten ze een contract bij WEA Records, waar de volgende albums bij werden uitgebracht.
Waar de bezetting de eerste twee albums nagenoeg gelijk bleef, werd voor de volgende platen steeds gewerkt met andere muzikanten en werd Aztec Camera meer de merknaam voor Roddy Frame.

## Albums
- High Land, Hard Rain (1983)
- Knife (1984)
- Love (1987)
- Stray (1990)
- New Live and Rare (1991)
- Dreamland (1992)
- Frestonia (1995)
- The Best of Aztec Camera (1999)

## Solo
In 1995 heeft Roddy Frame de naam Aztec Camera achter zich gelaten en besloten onder zijn eigen naam verder te gaan.
Albums:
- North Star (1998)
- Surf (2002)
- Western Skies (2006)
- Live at Ronnie Scott's (2006)
- Live at The Blue Note, Osaka (2007)
- Seven Dials (2014)